# Flava in Ya Ear
«Flava in Ya Ear» — первый сингл американского рэпера Craig Mack из его дебютного студийного альбома Project: Funk da World, выпущенный 26 июля 1994 года на лейбле Bad Boy Records.
Сингл был выпущен в комплекте с серией дополнительных ремиксов. Наиболее известным был ремикс на песню с участием куплетов от The Notorious B.I.G., LL Cool J, Rampage и Busta Rhymes. Музыкальное видео было создано как для оригинальной песни, так и для ремикса.
«Flava in Ya Ear» был прорывным синглом Крейга Мака, который достиг 9 места в чарте Billboard Hot 100, 4 места в чарте Hot R&B/Hip-Hop Songs и 1 места в чарте Hot Rap Singles, где он находился в течение 14 недель. Сингл также стал успешным в чарте UK Singles Chart в Великобритании. «Flava in Ya Ear» был сертифицирован как «платиновый» 22 ноября 1994 года.
Американский журнал Billboard назвал песню «Flava in Ya Ear» рэп-гимном 1994 года. В 1995 году «Flava in Ya Ear» был номинирован на премию «Грэмми» за лучшее сольное рэп-исполнение на 37-й церемонии вручения премий «Грэмми», но проиграл песне Queen Latifah «U.N.I.T.Y.». «Flava in Ya Ear» выиграл в номинации «Сингл года» на церемонии The Source Hip-Hop Music Awards 3 августа 1995 года. Видеоклип на песню «Flava in Ya Ear» был номинирован в категории «Лучшее рэп-видео» на церемонии MTV Video Music Awards 1995, но проиграл видеоклипу на песню Dr. Dre «Keep Their Heads Ringin'».

## Продакшн
По словам продюсера песни Easy Mo Bee, трек изначально предназначался для рэпера Apache, который не смог записать песню из-за гастролей с группой Naughty by Nature в то время. В результате Мо Би дал инструментал Крейгу Маку после того, как основатель Bad Boy Records, Шон Комбс, дал ему существенную сумму денег за это:

Бит для «Flava In Ya Ear» изначально предназначался для Apache (R.I.P.). Я дал ему этот бит, и я продолжал звонить ему и спрашивать его, придумал ли он какой-нибудь текст для этой музыки, а он говорил мне, что он сейчас занят концертами с Naughty By Nature, но он сказал, что найдёт время для этой музыки". Поэтому, однажды когда я пришёл в офис Bad Boy, я играл материал для Паффа, у меня была кассета. Он не должен был это слышать. Каким-то образом на кассете, которую я принёс туда, оказался бит «Flava In Ya Ear». Когда этот бит начал играть, Пафф сказал: «Йоу, что это?». Я сказал: «Йоу, Apache держит этот бит пока у себя». Пафф сказал: «Что? Я выпишу тебе чек на этот бит прямо сейчас! Бит продан!». Я подумал: «Apache на гастролях, и я не знаю, когда он вернётся. Я должен заработать свои деньги, мэн (смеётся)!»

Инструментал песни был позже засемплирован на сингле Jennifer Lopez и Ja Rule «Ain’t It Funny (Murder Remix)», а также в ремиксе Blackstreet «U Blow My Mind».

## Музыкальное видео
Музыкальное видео на песню было снято Крейгом Генри. Видео было снято в и за пределами Нью-Йоркского зала науки в Куинсе, Нью-Йорк, а также перед находящейся рядом Унисферой.

## Ремикс
Ремикс песни содержит тот же самый инструментал, но с новыми куплетами от The Notorious B.I.G., LL Cool J, Rampage, Busta Rhymes и самого Крейга Мака. Ремикс также содержит импровизационные выкрики от Puff Daddy, а также короткое пение от участницы R&B-группы Total, Keisha Spivey, и Mary J. Blige.
Бигги и Крейг Мак подкалывали друг друга в песне. Они на самом деле не были лучшими друзьями, Бигги поучаствовал в песне только ради Паффи.
Ремикс был включен на сборник Bad Boy’s 10th Anniversary… The Hits.
Музыкальное видео для ремикса было снято Хайпом Уильямсом и снято в павильоне звукозаписи, в чёрно-белом цвете. В нём участвуют все исполнители песни, а также гостевые участия от Das EFX, Mic Geronimo, Mad Lion, Keisha Spivey, Irv Gotti и Funkmaster Flex, хотя никто из них не участвует в песне.
Версия ремикса песни появляется в видеоигре Dance Central для Xbox 360. Кроме того, ремикс можно услышать в фильмах, в том числе Notorious (2009), Голос улиц (2015), Безумие (2008) и Моррис из Америки (2016).

## Публикации в изданиях
- Информация о похвалах, приписываемых «Flava in Ya Ear», адаптирована из Acclaimed Music[10].

| Издание         | Страна         | Похвала                                                                                         | Год  | Позиция |
| --------------- | -------------- | ----------------------------------------------------------------------------------------------- | ---- | ------- |
| The Source      | США            | 100 лучших рэп-синглов всех времён                                                              | 1998 | -       |
| Ego Trip        | США            | 40 величайших хип-хоп синглов 1994 года                                                         | 1999 | 1       |
| The Source      | США            | Лучшая 151 рэп-песня всех времён                                                                | 2003 | 63      |
| Blender         | США            | 1001 величайшая песня для скачивания прямо сейчас!                                              | 2003 | -       |
| Blender         | США            | 500 лучших песен 80-х-00-х годов                                                                | 2005 | 172     |
| XXL             | США            | 250 лучших рэп-песен 90-х                                                                       | 2011 | 35      |
| QuestLove       | США            | 50 любимых песен                                                                                | 2012 | 20      |
| Complex         | США            | 50 лучших песен Notorious B.I.G.                                                                | 2014 | 8       |
| XXL             | США            | 40 лет хип-хопа: 5 лучших синглов по годам                                                      | 2014 | -       |
| Robert Dimery   | США            | 1001 песня, которую вы должны услышать, прежде чем умереть: и 10,001, которую вы должны скачать | 2015 | 1002    |
| Village Voice   | США            | Синглы года                                                                                     |      | 14      |
| Gary Mulholland | Великобритания | Это не круто: 500 лучших синглов со времён панк-рока                                            | 2002 | -       |
| Face            | Великобритания | Синглы года                                                                                     |      | 16      |
| Spex            | Германия       | Синглы года                                                                                     |      | 10      |

## Список композиций

### Винил
Сторона А
1. «Flava In Ya Ear» (Club Mix) — (3:39)
2. «Flava In Ya Ear» (Remix) (Dirty) (Featuring — Busta Rhymes, LL Cool J, The Notorious B.I.G., Rampage) — (5:02)
3. «Flava In Ya Ear» (Easy Mo Mix) — (4:21)

Сторона Б
1. «Flava In Ya Ear» (Radio Edit Instrumental) — (3:38)
2. «Flava In Ya Ear» (Remix) (Instrumental) — (4:48)
3. «Flava In Ya Ear» (NashMack Instrumental) — (4:54)

### CD-макси-сингл
1. «Flava In Ya Ear» (Club Mix) — (3:39)
2. «Flava In Ya Ear» (Remix) (Dirty) (Featuring — Busta Rhymes, LL Cool J, The Notorious B.I.G., Rampage) — (5:02)
3. «Flava In Ya Ear» (Easy Mo Mix) — (4:21)

### Аудиокассета
Сторона А
1. «Flava In Ya Ear» (Radio Edit) — (3:38)
2. «Flava In Ya Ear» (Easy Mo Mix) — (4:21)

Сторона Б
1. «Flava In Ya Ear» (Remix) (Dirty) (Featuring — Busta Rhymes, LL Cool J, The Notorious B.I.G., Rampage) — (5:02)
2. «Flava In Ya Ear» (Club Mix) — (3:39)
3. «Flava In Ya Ear» (NashMack Mix) — (4:54)

### Цифровая версия (iTunes/Apple) (2014)
1. «Flava In Ya Ear» (Club Mix) — (3:42)
2. «Flava In Ya Ear» (Remix) [feat. The Notorious B.I.G., LL Cool J, Busta Rhymes & Rampage] — (5:02)
3. «Flava In Ya Ear» (Easy Mo Mix) — (4:20)

## Участники записи
- Крейг Мак — исполнитель, автор песни
- Шон Комбс — исполнительный продюсер
- Элвин Тони — исполнительный продюсер
- Изи Мо Би — продюсер
- Чаки Томпсон — ремиксер
- Нашим Мирик — ремиксер
- Рудольф Лейн — ремиксер
- «Басси» Боб Брокманн — запись, сведение
- Крис Герингер — мастеринг
- Майкл Лавин — фотография
- The Drawing Board — дизайн, обложка

## Чарты

### Еженедельные чарты
| 1994 | «Flava in Ya Ear» | 9 | 4 | 1 | 57 |

### Итоговые годовые чарты (синглы)
| 1994 | «Flava in Ya Ear» | 81 | 33 | 3 | 2 |

## Сертификации
| Регион                                                      | Сертификация | Продажи    |
| ----------------------------------------------------------- | ------------ | ---------- |
| США (RIAA) · «Flava in Ya Ear»                              | Платиновый   | 1,000,000^ |
| ^ Данные о тиражах приведены только на основе сертификации. |              |            |

## Награды и номинации
| Награда                         | Год  | Номинированная работа | Категория                     | Результат |
| ------------------------------- | ---- | --------------------- | ----------------------------- | --------- |
| Grammy Awards                   | 1995 | «Flava in Ya Ear»     | Лучшее сольное рэп-исполнение | Номинация |
| The Source Hip-Hop Music Awards | 1995 | «Flava in Ya Ear»     | Сингл года                    | Победа    |
| MTV Video Music Awards          | 1995 | «Flava in Ya Ear»     | Лучшее рэп-видео              | Номинация |